# Cervon
Cervon é uma comuna francesa na região administrativa de Borgonha-Franco-Condado, no departamento Nièvre. Estende-se por uma área de 52,42 km². Em 2010 a comuna tinha 673 habitantes (densidade: 12,8 hab./km²).